# 古埃及宗教
古埃及宗教（Ancient Egyptian religion）是由一套复杂的多神教信仰和宗教仪式所构成的古埃及的宗教，它是古埃及社会不可或缺的一部分。其他宗教信仰者将其视为埃及神话。
古埃及人认为有许多神存在于世且这些神能控制世界，人们需要通过祈祷和献祭来获得祂们的庇佑。正式的宗教实践以法老为中心，他们是人民和众神的中介，有义务向众神祭祀和献祭来维持他们的玛亚特（Ma'at），古埃及政权会花很大资源来建设神庙和举行祭祀。
该宗教实际上包括许多复杂的信仰，例如奥西里斯信仰、索贝克信仰等，在埃赫那顿统治时期，阿吞信仰被提高到至高无上的地位。